# Премия Национального совета кинокритиков США за лучший фильм
Премия Национального совета кинокритиков США за лучший фильм — одна из ежегодных наград, с 1932 года присуждаемых Национальным советов кинокритиков США.

## Победители

### 1930-е
| Год  | Название на русском            | Оригинальное название             | Режиссёр(-ы)            |
| ---- | ------------------------------ | --------------------------------- | ----------------------- |
| 1932 | Я — беглый каторжник           | I Am a Fugitive from a Chain Gang | Мервин Лерой            |
| 1933 | Топаз                          | Topaze                            | Гарри д’Аббади д’Арраст |
| 1934 | Это случилось однажды ночью    | It Happened One Night             | Фрэнк Капра             |
| 1935 | Осведомитель                   | The Informer                      | Джон Форд               |
| 1936 | Мистер Дидс переезжает в город | Mr. Deeds Goes to Town            | Фрэнк Капра             |
| 1937 | Когда настанет ночь            | Night Must Fall                   | Ричард Торп             |
| 1938 | Цитадель                       | The Citadel                       | Кинг Видор              |
| 1939 | Признания нацистского шпиона   | Confessions of a Nazi Spy         | Анатоль Литвак          |

### 1940-е
| Год  | Название на русском    | Оригинальное название     | Режиссёр(-ы)            |
| ---- | ---------------------- | ------------------------- | ----------------------- |
| 1940 | Гроздья гнева          | The Grapes of Wrath       | Джон Форд               |
| 1941 | Гражданин Кейн         | Citizen Kane              | Орсон Уэллс             |
| 1942 | В котором мы служим    | In Which We Serve         | Ноэл Кауард и Дэвид Лин |
| 1943 | Случай в Окс-Боу       | The Ox-Bow Incident       | Уильям Уэллман          |
| 1944 | Только одинокое сердце | None but the Lonely Heart | Клиффорд Одетс          |
| 1945 | Истинная слава         | The True Glory            | Кэрол Рид               |
| 1946 | Генрих V               | Henry V                   | Лоренс Оливье           |
| 1947 | Месье Верду            | Monsieur Verdoux          | Чарльз Чаплин           |
| 1948 | Пайза                  | Paisà                     | Роберто Росселлини      |
| 1949 | Похитители велосипедов | Bicycle Thieves           | Витторио Де Сика        |

### 1950-е
| Год  | Название на русском     | Оригинальное название        | Режиссёр(-ы)    |
| ---- | ----------------------- | ---------------------------- | --------------- |
| 1950 | Бульвар Сансет          | Sunset Boulevard             | Билли Уайлдер   |
| 1951 | Место под солнцем       | A Place in the Sun           | Джордж Стивенс  |
| 1952 | Тихий человек           | The Quiet Man                | Джон Форд       |
| 1953 | Юлий Цезарь             | Julius Caesar                | Джозеф Манкевич |
| 1954 | В порту                 | On the Waterfront            | Элиа Казан      |
| 1955 | Марти                   | Marty                        | Делберт Манн    |
| 1956 | Вокруг света за 80 дней | Around the World in 80 Days  | Майкл Андерсон  |
| 1957 | Мост через реку Квай    | The Bridge on the River Kwai | Дэвид Лин       |
| 1958 | Старик и море           | The Old Man and the Sea      | Джон Стёрджес   |
| 1959 | История монахини        | The Nun’s Story              | Фред Циннеман   |

### 1960-е
| Год  | Название на русском                            | Оригинальное название          | Режиссёр(-ы)                              |
| ---- | ---------------------------------------------- | ------------------------------ | ----------------------------------------- |
| 1960 | Сыновья и любовники                            | Sons and Lovers                | Джек Кардифф                              |
| 1961 | Седьмой вопрос                                 | Question 7                     | Стюарт Розенберг                          |
| 1962 | Самый длинный день                             | The Longest Day                | Кен Эннакин, Бернхард Викки, Эндрю Мартон |
| 1963 | Том Джонс                                      | Tom Jones                      | Тони Ричардсон                            |
| 1964 | Бекет                                          | Becket                         | Питер Гленвилл                            |
| 1965 | История Элеоноры Рузвельт                      | The Eleanor Roosevelt Story    | Ричард Каплан                             |
| 1966 | Человек на все времена                         | A Man for All Seasons          | Фред Циннеман                             |
| 1967 | Вдали от обезумевшей толпы                     | Far from the Madding Crowd     | Джон Шлезингер                            |
| 1968 | Башмаки рыбака                                 | The Shoes of the Fisherman     | Майкл Андерсон                            |
| 1969 | Загнанных лошадей пристреливают, не правда ли? | They Shoot Horses, Don`t They? | Сидни Поллак                              |

### 1970-е
| Год  | Название на русском    | Оригинальное название   | Режиссёр(-ы)         |
| ---- | ---------------------- | ----------------------- | -------------------- |
| 1970 | Паттон                 | Patton                  | Франклин Шеффнер     |
| 1971 | Макбет                 | Macbeth                 | Роман Полански       |
| 1972 | Кабаре                 | Cabaret                 | Боб Фосс             |
| 1973 | Афера                  | The Sting               | Джордж Рой Хилл      |
| 1974 | Разговор               | The Conversation        | Фрэнсис Форд Коппола |
| 1975 | Нэшвилл                | Nashville               | Роберт Олтмен        |
| 1975 | Барри Линдон           | Barry Lyndon            | Стэнли Кубрик        |
| 1976 | Вся президентская рать | All the President’s Men | Алан Пакула          |
| 1977 | Поворотный пункт       | The Turning Point       | Герберт Росс         |
| 1978 | Дни жатвы              | Days of Heaven          | Терренс Малик        |
| 1979 | Манхэттен              | Manhattan               | Вуди Аллен           |

### 1980-е
| Год  | Название на русском | Оригинальное название | Режиссёр(-ы)     |
| ---- | ------------------- | --------------------- | ---------------- |
| 1980 | Обыкновенные люди   | Ordinary People       | Роберт Редфорд   |
| 1981 | Красные             | Reds                  | Уоррен Битти     |
| 1981 | Огненные колесницы  | Chariots of Fire      | Хью Хадсон       |
| 1982 | Ганди               | Gandhi                | Ричард Аттенборо |
| 1983 | Измена              | Betrayal              | Дэвид Хью Джонс  |
| 1983 | Язык нежности       | Terms Of Endearment   | Джеймс Брукс     |
| 1984 | Поездка в Индию     | A Passage to India    | Дэвид Лин        |
| 1985 | Цветы лиловые полей | The Color Purple      | Стивен Спилберг  |
| 1986 | Комната с видом     | A Room with a View    | Джеймс Айвори    |
| 1987 | Империя солнца      | Empire of the Sun     | Стивен Спилберг  |
| 1988 | Миссисипи в огне    | Mississippi Burning   | Алан Паркер      |
| 1989 | Шофёр мисс Дэйзи    | Driving Miss Daisy    | Брюс Бересфорд   |

### 1990-е
| Год  | Название на русском    | Оригинальное название    | Режиссёр(-ы)      |
| ---- | ---------------------- | ------------------------ | ----------------- |
| 1990 | Танцующий с волками    | Dances with Wolves       | Кевин Костнер     |
| 1991 | Молчание ягнят         | The Silence of the Lambs | Джонатан Демми    |
| 1992 | Говардс-Энд            | Howards End              | Джеймс Айвори     |
| 1993 | Список Шиндлера        | Schindler’s List         | Стивен Спилберг   |
| 1994 | Криминальное чтиво     | Pulp Fiction             | Квентин Тарантино |
| 1994 | Форрест Гамп           | Forrest Gump             | Роберт Земекис    |
| 1995 | Разум и чувства        | Sense and Sensibility    | Энг Ли            |
| 1996 | Блеск                  | Shine                    | Скотт Хикс        |
| 1997 | Секреты Лос-Анджелеса  | L.A. Confidential        | Кёртис Хэнсон     |
| 1998 | Боги и монстры         | Gods and Monsters        | Билл Кондон       |
| 1999 | Красота по-американски | American Beauty          | Сэм Мендес        |

### 2000-е
| Год  | Название на русском   | Оригинальное название     | Режиссёр(-ы)    |
| ---- | --------------------- | ------------------------- | --------------- |
| 2000 | Перо маркиза де Сада  | Quills                    | Филип Кауфман   |
| 2001 | Мулен Руж!            | Moulin Rouge!             | Баз Лурман      |
| 2002 | Часы                  | The Hours                 | Стивен Долдри   |
| 2003 | Таинственная река     | Mystic River              | Клинт Иствуд    |
| 2004 | Волшебная страна      | Finding Neverland         | Марк Форстер    |
| 2005 | Доброй ночи и удачи   | Good Night, and Good Luck | Джордж Клуни    |
| 2006 | Письма с Иводзимы     | Letters from Iwo Jima     | Клинт Иствуд    |
| 2007 | Старикам тут не место | No Country for Old Men    | Братья Коэн     |
| 2008 | Миллионер из трущоб   | Slumdog Millionaire       | Дэнни Бойл      |
| 2009 | Мне бы в небо         | Up in the Air             | Джейсон Райтман |

### 2010-е
| Год  | Название на русском          | Оригинальное название | Режиссёр(-ы)    |
| ---- | ---------------------------- | --------------------- | --------------- |
| 2010 | Социальная сеть              | The Social Network    | Дэвид Финчер    |
| 2011 | Хранитель времени            | Hugo                  | Мартин Скорсезе |
| 2012 | Цель номер один              | Zero Dark Thirty      | Кэтрин Бигелоу  |
| 2013 | Она                          | Her                   | Спайк Джонз     |
| 2014 | Самый жестокий год           | A Most Violent Year   | Джей Си Чендор  |
| 2015 | Безумный Макс: Дорога ярости | Mad Max: Fury Road    | Джордж Миллер   |
| 2016 | Манчестер у моря             | Manchester by the Sea | Кеннет Лонерган |
| 2017 | Секретное досье              | The Post              | Стивен Спилберг |
| 2018 | Зелёная книга                | Green Book            | Питер Фаррелли  |
| 2019 | Ирландец                     | The Irishman          | Мартин Скорсезе |

### 2020-е
| Год  | Название на русском | Оригинальное название | Режиссёр(-ы)       |
| ---- | ------------------- | --------------------- | ------------------ |
| 2020 | Пятеро одной крови  | Da 5 Bloods           | Спайк Ли           |
| 2021 | Лакричная пицца     | Licorice Pizza        | Пол Томас Андерсон |
| 2022 | Топ Ган: Мэверик    | Top Gun: Maverick     | Джозеф Косински    |